# Filmproduktion
Die Filmproduktion als Herstellungsvorgang eines Kino-, Werbe- oder Fernsehfilms gliedert sich in die Phasen Projektentwicklung, Vorproduktion, Dreharbeiten, Postproduktion und Filmverwertung. Filmproduktionen gibt es überall auf der Welt in wirtschaftlichem, sozialem, politischem und künstlerischem Kontext. Eine Vielzahl an Techniken wird dabei angewendet. Oft ist an der Filmherstellung eine große Anzahl an Menschen beteiligt. Die Herstellungsdauer kann von wenigen Monaten bis zu mehreren Jahren variieren.

## Kinofilmproduktion weltweit
| Weltweite Kinofilmproduktion Summe aus Allein- und Mehrheitsproduktionen des Landes |                        |       |       |       |
| #                                                                                   | Land                   | 2010  | 2011  | 2013  |
| 1                                                                                   | Indien                 | 1.274 | 1.259 | 1.321 |
| 2                                                                                   | Vereinigte Staaten     | 792   | 819   | 1.025 |
| 3                                                                                   | Volksrepublik China    | 542   | 584   | 589   |
| 4                                                                                   | Japan                  | 408   | 441   | 458   |
| 5                                                                                   | Deutschland            | 189   | 212   | 269   |
| 6                                                                                   | Frankreich             | 261   | 272   | 266   |
| 7                                                                                   | Vereinigtes Königreich | 346   | 299   | 256   |
| 8                                                                                   | Spanien                | 200   | 199   | 206   |
| 9                                                                                   | Südkorea               | 152   | 216   | 201   |
| 10                                                                                  | Italien                | 142   | 155   | 158   |
| weitere                                                                             |                        |       |       |       |
| 16                                                                                  | Schweiz                | 88    | 84    | 87    |
| 23                                                                                  | Österreich             | 46    | 54    | 59    |

Die Anzahl der Filme der weltweiten Kinofilmproduktionen, also Spiel-, Animations-, Dokumentar- und andere Langspielfilme, die für die Erstaufführung in Kinos bestimmt sind, betrug im Jahr 2011 6573. Von 2005 bis 2011 wuchs diese weltweite Filmproduktion um 39 % an. In dieser Zeit wurden in rund 100 Ländern durchschnittlich 5987 Filme pro Jahr produziert. Seit 2008 stagniert die Anzahl der weltweiten Produktionen jedoch bei rund 6500 Filmen pro Jahr. In dieser Übersicht sind Filme nicht berücksichtigt, die nicht ausschließlich für das Kino gedreht werden. In Nigeria wurden im Jahr 2009 z. B. 987 Filme produziert, wodurch Nigeria zur zweitgrößten Filmnation der Welt wurde.

## Tätigkeiten
In der Filmproduktion wird zwischen kreativ organisatorischer-wirtschaftlicher und kreativ künstlerischer Tätigkeit unterschieden:
- Zum künstlerischen Bereich gehören z. B. Kamera, Szenenbild, Kostüm, Maske, VFX (Visuelle Effekte), Ton und Schnitt. Die künstlerische Leitung und Gesamtverantwortung trägt meist der Regisseur.

- Zu den organisatorisch-wirtschaftlichen Tätigkeiten zählen z. B. Herstellungsleitung, Produktionsleitung, Aufnahmeleitung und Filmgeschäftsführung. Die wirtschaftliche Verantwortung liegt beim Produzenten.

## Filmproduktion in Phasen
Eine Filmproduktion lässt sich in folgende Phasen einteilen:
- Projektentwicklung – Die erste Phase, in der die Ideen für den Film entwickelt werden, Rechte gekauft werden, das Drehbuch geschrieben, die Filmkalkulation durchgeführt und die Filmfinanzierung gesichert wird.
- Vorproduktion – In dieser Phase werden die Vorbereitungen getroffen für die Dreharbeiten: Schauspieler und Filmstab werden engagiert, Drehorte ausgewählt und Filmsets produziert.
- Dreharbeiten – Während der Dreharbeiten werden die eigentlichen Filmaufnahmen durchgeführt.
- Postproduktion – Das aufgenommene Bild- und Tonmaterial, visuelle Effekte und Musik werden zu einem fertigen Film zusammengestellt.
- Filmverwertung – Der fertige Film wird in Kinos gezeigt, auf DVD und Blu-ray veröffentlicht oder auf Streaming-Plattformen (wie zum Beispiel Netflix, Disney+ oder Prime Video) angeboten.

### Projektentwicklung
Bei der Projektentwicklung steht neben der Erstellung eines produktionsreifen Drehbuchs (Stoffentwicklung) auch die Filmkalkulation und Filmfinanzierung oder die Besetzung der wichtigen kreativen Positionen im Filmstab (Regie, Kamera, Schnitt) im Mittelpunkt. Redakteure, Produzenten und Regisseure können zu unterschiedlichen Phasen ein Projekt angeboten bekommen, es kann aber auch ein Drehbuchautor seine eigenen Überlegungen umsetzen, ggf. mit der Hilfe weiterer Künstler. Die Stoffentwicklung bezeichnet den weit gefassten Zeitraum von der Recherche an einer Geschichte bis zur drehreifen Fassung des Drehbuchs. Dabei wird zwischen Entwicklungen nach einer Vorlage (Romane, Comics oder PC-Spiele) oder nach einer Originalidee unterschieden. Beides führt zu einem ersten Exposé, das bei einem 90-minütigen Film etwa acht Seiten umfasst, um die Filmhandlung mit Figuren und zeitlicher Einordnung kurz und stimmig erklären zu können. Im weiteren Verlauf der Stoffentwicklung wird das Drehbuch von einem Drehbuchautor in Abstimmung mit dem Produzenten und dem Regisseur zu einem Treatment (Handlungstext ohne Dialog) ausgearbeitet. Am Ende steht das fertige Drehbuch (Handlungstext mit Dialog und ev. Regieanweisungen und Kameraeinstellungen). Parallel zur kreativen Entwicklung läuft die organisatorisch-wirtschaftliche Filmfinanzierung.
Schon diese Phase erfordert im professionellen Bereich einigen Aufwand, die Koordination vieler Beteiligter und einige vertragliche und finanzielle Vorbereitungen und Vorleistungen, etwa für die Drehbuchentwicklung. Die Finanzierung der Projektentwicklung wird in der Regel aus Eigenmitteln, Filmförderungen, Mitteln von Fernsehsendern oder durch Rückstellungen der Drehbuchautoren bezahlt.
Um die Projektentwicklung abzuschließen und in die Umsetzung des Filmprojektes einzusteigen, muss insbesondere bei größeren Produktionen eine Greenlight genannte Freigabe des Projekts mit einer verbindlichen Zusage der Finanzierung vorliegen.

### Vorproduktion
In der Vorproduktion werden sämtliche technischen und organisatorischen Schritte, die den eigentlichen Dreharbeiten vorausgehen, durchgeführt. Dazu gehört der Entwurf des Storyboards, abschließende Arbeiten am Drehbuch, die Produktion der Szenenbilder und Kostüme, die Auswahl der Drehorte durch einen Locationscout, die Erstellung eines genauen Drehplans, das Casting der Schauspieler, das Zusammenstellen des Filmstabs sowie die Ausarbeitung von Verträgen oder das Mieten von Ausrüstung. Allerdings sind eine Reihe dieser Arbeiten noch nicht abgeschlossen, wenn der Dreh beginnt, sodass die Vorproduktion meist eher die Planung und Organisation (Disposition) der Dreharbeiten und der Ausstattung bezeichnet. Im Prozess der Vorproduktion sind zumeist die Hauptbeteiligten einer Filmproduktion involviert, unter anderem Regisseur und Produzent des Films. Der Produktionsmanager oder Produktionsleiter, der dem Produzenten untersteht, leitet in der Regel die Organisation der Vorproduktion in Bezug auf Arbeitsorganisation, Materialbeschaffung, Budgetierung, Kostenkontrolle und Koordinierung des Drehplans. Bei Großprojekten werden oft aus finanziellen und organisatorischen Gründen eigene Filmproduktionsfirmen gegründet.

### Dreharbeiten
Die Phase der eigentlichen Dreharbeiten ist erfahrungsgemäß die kostenintensivste, weil hier die Gagen der Schauspieler sowie die Kosten für den Drehstab und Motivkosten anfallen. Mit dem Beginn der Dreharbeiten ist die Vorbereitungszeit abgeschlossen. Das heißt, das Drehbuch liegt in seiner Endfassung vor, die Besetzung steht fest, die Bauten sind weitestgehend abgeschlossen und die Motive der Außenaufnahmen festgelegt.
Die Dreharbeiten können im Filmstudio oder an Originalmotiven durchgeführt werden. Die Wahl des Drehorts hat dabei künstlerische und ökonomische Gründe. Während das Drehen im Filmstudio die größte Planungssicherheit bietet, ist die Produktion der Kulissen mitunter mit einem großen finanziellen Aufwand verbunden. Auch aus künstlerischen Gründen wird deshalb oft an Originalschauplätzen gefilmt, obwohl Außendrehs einen höheren Aufwand als Studiodrehs erfordern, da Menschen und Material an den Drehort gebracht werden müssen. Die Reihenfolge der zu drehenden Szenen ist nicht unbedingt chronologisch, sondern richtet sich nach organisatorisch-logistischen Aspekten wie der Verfügbarkeit der Darsteller oder des Motivs sowie bei Außenaufnahmen nach Jahreszeit, Wetter und Lichtsituation. In der Regel werden alle Szenen eines Motivs am Stück gedreht.
Die Dauer der Dreharbeiten richtet sich nicht allein nach der Länge des Films, sondern auch nach Anzahl und Art der Drehorte. Die Drehzeit für einen 90-minütigen Film liegt in Europa bei 12 bis 100 Tagen. In den USA wird bei Studioproduktionen je nach Filmprojekt eine Drehzeit von 15 bis 20, von 40 bis 50 oder bei größeren Produktionen von 80 bis 100 Tagen zugrunde gelegt, wobei in anderen Ländern zum Teil noch wesentlich länger gedreht wird. Wegen Drehpausen und schwer kalkulierbaren Nachdrehs wird die Anzahl der Drehtage in der Regel höher angesetzt als eigentlich notwendig.

### Postproduktion
Zur Postproduktion gehört vor allem der Schnitt, die digitale Nachbearbeitung der Bilder im Computer (Visuelle Effekte, CGI) sowie das Unterlegen der Bilder mit Filmmusik. Die Arbeitsabläufe in der Postproduktion unterscheiden sich zum Teil erheblich, je nachdem, auf welchem Material gedreht wurde, wie groß der Anteil von computergenerierten Effekten und Bildern ist und welches Endprodukt herzustellen ist. Während die meisten Kinofilme weltweit nach wie vor auf 35-mm-Filmmaterial gedreht und mit mechanischen Projektoren in den Kinos gezeigt werden, sind die Arbeitsschritte in der Postproduktion dagegen inzwischen weitestgehend digital.
Bei analogem Filmmaterial beginnt die Postproduktion mit der Filmentwicklung des belichteten Materials. Das gesamte entwickelte Filmoriginal wird auf einem Filmscanner digitalisiert und die Daten werden zusammen mit den schon digital aufgenommenen Original-Tondaten auf Festplatten geladen, um dort mit einem digitalen System geschnitten zu werden. Wird mit digitalen Kameras gedreht, entfallen die Arbeitsschritte Filmentwicklung und Scannen. Nach dem Schnitt erfolgt die Farbbestimmung: Ein Colorist digitalisiert erneut auf einem Filmscanner diejenigen Teile des Negativs, die in der Schnittfassung vorkommen und gibt dem Film dabei seinen sogenannten „Look“. Die endgültige Bildfassung wird auf 35-mm-Film ausbelichtet. Davon wiederum wird, ergänzt um die Lichttonspur, eine Nullkopie gezogen, das erste vorführbereite Filmpositiv. Nach einer Testvorführung der Nullkopie und gegebenenfalls Farbkorrekturen im Entwicklungsprozess hat man schließlich einen Master, von dem Kopien gezogen und in den Kinos gezeigt werden können.
Parallel dazu läuft üblicherweise die Vermarktung des entstehenden Films an.

### Filmverwertung
Schließlich erfolgt die Verwertung des Films. Zu welchem Zeitpunkt der Kino- oder Fernsehfilm in die Kinos bzw. ins Fernsehen kommt oder etwa auf DVD bzw. Blu-ray veröffentlicht wird, hängt unter anderem auch vom Wettbewerbsumfeld ab. So werden für den Kinostart vor allem die Veröffentlichungszeiträume konkurrierender Tentpole-Releases gemieden. Auch zu überregionalen Großereignissen wie etwa Fußball-Weltmeisterschaften werden üblicherweise keine wichtigen Kinostarts angesetzt. Als umsatzstark gelten hingegen Ferientermine, vor allem um Weihnachten und Ostern. Neben einer entsprechenden Marketing-Kampagne für den Film (z. B. Fernseh-, Online-, Plakat- und Radiowerbung, Filmplakate in Kinos, Trailer in der Kinovorschau, Filmwebsite etc.) beginnen die marketingrelevanten Überlegungen bereits in der Stoffentwicklung. Als besonders umsatzstark gelten Four-Quadrant Movies, die Zuschauer aller Geschlechter und Altersstufen ansprechen. Mittlerweile geben Streaming-Plattformen wie Marktführer Netflix Eigenproduktionen (z. B. The Irishman) in Auftrag, die exklusiv nur von zahlenden Abonnenten zu sehen sind, oder nur für ein kleines Zeitfenster in Kinos gezeigt werden.

## Koproduktion
Bei Koproduktionen (auch Gemeinschaftsproduktion genannt) drehen mehrere Filmproduktionsgesellschaften (aus einem oder mehreren Ländern) gemeinsam einen Film. Sie tragen gemeinsam die damit verbundenen Risiken und teilen sich im Erfolgsfall Erlöse und Gewinne bei der Verwertung der Filme. 
Bei einer Koproduktion kann man Mehrheits- bzw. Majoritäts- und Minderheits- bzw. Minoritätsproduzent unterscheiden. Der Haupt- bzw. Mehrheitsproduzent stellt mehr als die Hälfte des benötigten Geldes bereit und hat in der Regel auch das größte Mitspracherecht bei der Gestaltung der Filmproduktion, etwa der Besetzung der Rollen und Auswahl des Produktionsteams. 
Eine Filmproduktion wird in der Regel dem Land zugerechnet, in dem der Mehrheits- bzw. Hauptproduzent seinen Sitz hat. Dies ist und bei manchen Filmfestivals von Bedeutung.
In Europa sind internationale Koproduktionen weit verbreitet. Sie machen zwischen 25 und 30 Prozent der europäischen Filmproduktion aus. Am größten ist ihr Anteil an der gesamten Filmproduktion in den kleineren Ländern, die in der Regel über weniger finanzstarke Filmgesellschaften verfügen. Aufgrund der Häufigkeit der internationalen Zusammenarbeit existieren zahlreiche Filmabkommen, die die Zusammenarbeit über Landesgrenzen hinweg auch bürokratisch und organisatorisch erleichtern sollen. Für die EU-Staaten besteht seit 1992 das Europäische Übereinkommen über die Gemeinschaftsproduktion von Kinofilmen. Daneben existieren zahlreiche bilaterale Abkommen, wie das vielfach angewandte Koproduktionsabkommen Österreich – Deutschland.

## Nachhaltigkeit
Auch in der Film- und Fernsehproduktion wird mit Blick auf nachhaltige Entwicklung schrittweise umgedacht. 2017 wurden Strategien zur Bekämpfung der Umweltverschmutzung durch Filme entwickelt, als sich mehrere Produktionsfirmen, Fernsehsender und Filmförderer zur von der Medien- und Filmgesellschaft Baden-Württemberg (MFG) gegründeten Arbeitskreis Green Shooting zusammenschlossen. Mitglieder sind unter anderen Bavaria Fiction, Constantin, UFA, Ziegler Film, die Deutsche Filmakademie, FFHSH, die Fernsehsender ARD, ZDF, RTL, ProSiebenSat.1 Media und Sky.
Anfang des Jahres 2020  legte der Arbeitskreis dem Bundesministerium für Kultur und Medien das Konzept Nationaler Grüner Drehpasss vor. Auf der Berlinale wurde bekannt gegeben, einhundert grünen Produktionen in den Jahren 2020 und 2021 umsetzen zu wollen. Im Jahr 2022 soll ausgewertet werden.
Grünes Drehen („Green Shooting“) bedeutet, dass während des gesamten Produktionsprozesses des Films der Energie- und Ressourcenverbrauch sowie der ökologische Fußabdruck minimiert werden sollen. Dies kann vor allem in den Bereichen Energie und Transport, Abfall, Verpflegung, Papier, Kleidung und Kosmetik erreicht werden, aber auch energiesparende (Beleuchtungs-)Technologie, Ökostrom, recycelbare Requisiten für Filmsets, die Verwendung von Naturkosmetik und Bereitstellung lokaler, saisonaler Mahlzeiten und wiederverwendbaren Geschirrs gehören dazu. Die Nutzung öffentlicher Verkehrsmittel so weit wie möglich, die Vermeidung von Flug- und Fernreisen sowie die Planung von Orten mit unnötigem Hin- und Herfahren sind ebenfalls wesentliche Bereiche. Einer der ersten klimaneutral hergestellten Filme ist I Want to Run von 2011.